# Rookie
För andra betydelser, se Rookie (olika betydelser).
Rookie är ett uttryck för en person under sitt första år i främst en sport, som har lite eller ingen professionell erfarenhet (jämför amatör).
I Nordamerika och resten av den engelsktalande världen har benämningen rookie en mer allmän användning för en person som är ny i ett yrke eller en utbildning.
Rookie är också namnet på en nivå av farmarligor i nordamerikansk baseboll.